# Абдыкаликова, Гульшара Наушаевна
Гульшара Наушаевна Абдыкаликова (каз. Гүлшара Наушақызы Әбдіқалықова; род. 15 мая 1965) — казахстанский государственный деятель, аким Кызылординской области (2020—2022).

## Биография
Родилась 14 мая 1965 года в Кызылординской области. Происходит из рода Кыпшак, входящего в Средний жуз.
Образование высшее, окончила Джамбулский технологический институт лёгкой и пищевой промышленности, по специальности «экономист», кандидат экономических наук.
После окончания института в 1987—1994 годах работала старшим инспектором, начальником отдела Кызылординского облуправления социальной защиты населения.
В 1994—1995 годах — консультант Комитета Верховного Совета РК по социальной защите населения.
В 1995—2003 годах работала в Министерстве труда и социальной защиты населения Республики Казахстан на должностях начальника отдела, заместителя начальника управления, начальника управления пенсионного обеспечения, заместителя директора Департамента социального обеспечения, директора Департамента социального обеспечения и социальной помощи, директора Департамента пенсионного обеспечения и регулирования доходов населения.
С марта 2003 по декабрь 2005 года — вице-министр труда и социальной защиты населения Республики Казахстан.
С декабря 2005 по октябрь 2006 года — председатель правления АО "Компания по страхованию жизни «Государственная аннуитетная компания».
С октября 2006 по октябрь 2007 года — вице-министр труда и социальной защиты населения Республики Казахстан.
С октября 2007 по январь 2008 года — ответственный секретарь Министерства труда и социальной защиты населения.
С января 2008 по март 2009 года — советник Президента Республики Казахстан, председатель Национальной комиссии по делам женщин и семейно-демографической политики при Президенте.
С марта 2009 по сентябрь 2012 года — министр труда и социальной защиты населения РК.
С сентября 2012 года — советник президента Республики Казахстан.
С ноября 2013 года — заместитель премьер-министра Республики Казахстан.
11 ноября 2014 года Указом Главы государства назначена Государственным секретарём Республики Казахстан.
С 25 февраля по 16 августа 2019 года — заместитель премьер-министра Республики Казахстан.
С 16 августа 2019 года — депутат мажилиса парламента Казахстана.
4 сентября 2019 года избрана председателем комитета палаты по социально-культурному развитию мажилиса парламента Казахстана.
С 28 марта 2020 по 7 апреля 2022 года — аким Кызылординской области. Первая и единственная женщина, ставшая акимом области в Казахстане.

## Награды
- 1998 (17 августа) — Медаль «Астана»;
- 2001 (9 декабря) — Медаль «Ерен Еңбегі үшін»;[6]
- 2009 (14 декабря) — Орден Парасат;[7]
- 2021 (18 июня) — Почётная грамота Президента Российской Федерации — за большой вклад в развитие международного сотрудничества в области исследования и использования космического пространства, укрепление дружбы между народами.;[8]
- Указом президента РК от 2 декабря 2021 года награждена орденом «Барыс» 3 степени.
- Правительственные медали, в том числе:
  - 2001 — Медаль «10 лет независимости Республики Казахстан»;
  - 2005 — Медаль «10 лет Конституции Республики Казахстан»;
  - 2008 — Медаль «10 лет Астане»;[9]
  - 2011 — Медаль «20 лет независимости Республики Казахстан»;
  - 2015 — Медаль «20 лет Ассамблеи народа Казахстана»;
  - 2016 — Медаль «25 лет независимости Республики Казахстан»;
  - 2018 — Медаль «20 лет Астане»;[10]
  - 2020 — Медаль «25 лет Конституции Республики Казахстан»;
  - 2021 — Медаль «30 лет независимости Республики Казахстан»;